# 代尔堡
代尔堡（英語：Castle Dale）是美国犹他州艾麥里縣下属的一座城市。建市于 1879年，面积大约为2.16平方英里（5.6平方公里），海拔约为5,676英尺（1,730米）。根据2010年美国人口普查，该市有人口1,630人。